# Fotografando l'amore
Fotografando l'amore è il quattordicesimo album di Nino D'Angelo, pubblicato il 10 ottobre 1986.

## Tracce
1. È Natale 4:20 (N.D'Angelo/E.Campassi)
2. Chiara 3:06 (N.D'Angelo/P.Colonna)
3. Amore provvisorio 3:53 (N.D'Angelo/P.Percopo/N.D'Angelo)
4. Comme te voglio bene 3:14 (N.D'Angelo/A. e V. Annona)
5. Una serata particolare 3:34 (N.D'Angelo/F.Chiaravalle)
6. Batticuore 4:00 (N.D'Angelo/R.Esposito)
7. Mani gelate 4:07 (N.D'Angelo/F.Staco)
8. Dammi un po' d'amore 3:22 (N.D'Angelo/A.Annona)
9. Sabato e domenica 3:20 (N.D'Angelo/V.Annona/N.D'Angelo)
10. Napoli 3:16 (N.D'Angelo/F.Chiaravalle)

## Formazione
- Nino D'Angelo - voce
- Andy Surdi - percussioni
- Gigi Cappellotto - basso elettrico
- Claudio Bazzari - chitarra
- Gianni Farè - pianoforte
- Luigi Tonet - tastiera